# 久世町
久世町（くせちょう）は、岡山県の北部、真庭郡（旧・大庭郡）に属した町。現在は合併により真庭市となった。

## 概要
現在の真庭市久世、樫西、樫東、草加部、神、惣、多田、台金屋、富尾、中島、中原、鍋屋、三阪、三崎、目木、余野上、余野下に当たる。真庭市発足後、旧町役場は真庭市役所久世庁舎として使用されたが、2010年（平成22年）9月21日に隣接地に建設された新本庁舎へ移転した。
1989年（平成元年）10月22日から1991年（平成3年）5月4日まで無火災558日を記録した。これは人口1万人以上の町村では岡山県一の記録であった。

## 地理
曲瀬（くぐせ）川がうねっており、くぐせと呼んだ。くぐせがくせとなったという説があるが定かではない。
- 山 ： 三坂山、笹向山、高仙山
- 河川 ： 旭川、目木川

## 人口

### 久世町（初代）
| \| 1920年（大正9年） \| 5,560人 \| \| \| 1925年（大正14年） \| 5,878人 \| \| \| 1930年（昭和5年） \| 6,791人 \| \| \| 1935年（昭和10年） \| 7,377人 \| \| \| 1940年（昭和15年） \| 7,472人 \| \| \| 1947年（昭和22年） \| 9,201人 \| \| \| 1950年（昭和25年） \| 9,006人 \| \| |         |  |
| 総務省統計局 / 国勢調査（1950年） |         |  |
| 1920年（大正9年） | 5,560人 |  |
| 1925年（大正14年） | 5,878人 |  |
| 1930年（昭和5年） | 6,791人 |  |
| 1935年（昭和10年） | 7,377人 |  |
| 1940年（昭和15年） | 7,472人 |  |
| 1947年（昭和22年） | 9,201人 |  |
| 1950年（昭和25年） | 9,006人 |  |

### 久世町（2代）
| \| 1950年（昭和25年） \| 13,063人 \| \| \| 1960年（昭和35年） \| 11,735人 \| \| \| 1970年（昭和45年） \| 11,321人 \| \| \| 1980年（昭和55年） \| 11,730人 \| \| \| 1990年（平成2年） \| 11,608人 \| \| \| 1995年（平成7年） \| 11,638人 \| \| \| 2000年（平成12年） \| 11,707人 \| \| \| 2005年（平成17年） \| 11,167人 \| \| |          |  |
| 総務省統計局 / 国勢調査（2005年） |          |  |
| 1950年（昭和25年） | 13,063人 |  |
| 1960年（昭和35年） | 11,735人 |  |
| 1970年（昭和45年） | 11,321人 |  |
| 1980年（昭和55年） | 11,730人 |  |
| 1990年（平成2年） | 11,608人 |  |
| 1995年（平成7年） | 11,638人 |  |
| 2000年（平成12年） | 11,707人 |  |
| 2005年（平成17年） | 11,167人 |  |

## 歴史

### 沿革
- 1889年（明治22年）6月1日 - 町村制施行により、大庭郡久世村、多田村、中島村、鍋屋村、三坂村、山久世村が合併して久世村となる。大字久世に村役場を設置。
- 1896年（明治29年）2月26日 - 町制を施行して久世町（初代）となる。
- 1900年（明治33年）4月1日 - 大庭郡と真島郡と合併して真庭郡となる。
- 1901年（明治34年）4月1日 - 大字山久世を真庭郡一宮村へ編入。
- 1904年（明治37年）6月1日 - 真庭郡川南村を編入。
- 1955年（昭和30年）4月29日 - 真庭郡久世町（初代）、美和村が合併して久世町（2代）となる。
- 2003年（平成15年）8月1日 - 真庭郡久世町、勝山町、落合町、湯原町、八束村、川上村、中和村、美甘村、上房郡北房町の5町4村にて真庭地域合併協議会発足。
- 2005年（平成17年）3月31日 - 5町4村が合併して真庭市となる。同日久世町廃止。

## 大字
現在はすべて真庭市の大字として継承されている。
| 旧久世村 |          |            |
| 久世     | くせ     | 〒719-3201 |
| 多田     | ただ     | 〒719-3213 |
| 中島     | なかしま | 〒719-3202 |
| 鍋屋     | なべや   | 〒719-3214 |
| 三阪     | みさか   | 〒719-3212 |
| 旧川南村 |          |            |
| 草加部   | くさかべ | 〒719-3205 |
| 神       | こう     | 〒719-3206 |
| 惣       | そう     | 〒719-3204 |
| 富尾     | とみのお | 〒719-3203 |

| 旧美和村 |            |            |
| 樫西     | かしにし   | 〒719-3211 |
| 樫東     | かしひがし | 〒719-3223 |
| 五反     | ごたん     | 〒719-3228 |
| 台金屋   | だいかなや | 〒719-3227 |
| 中原     | なかばら   | 〒719-3225 |
| 三崎     | みさき     | 〒719-3226 |
| 目木     | めき       | 〒719-3224 |
| 余野上   | よのかみ   | 〒719-3221 |
| 余野下   | よのしも   | 〒719-3222 |

## 経済

### 産業
国立印刷局納ミツマタの出荷量は全体の21%を占める。また久世インターチェンジ周辺には真庭産業団地が造成されている。

## 地域

### 教育
- 久世町立遷喬小学校
- 久世町立米来小学校
- 久世町立樫邑小学校
- 久世町立草加部小学校
- 久世町立余野小学校
- 久世町立久世中学校

現在は上記各校とも真庭市立となっている。
- 岡山県立久世高等学校

## 交通

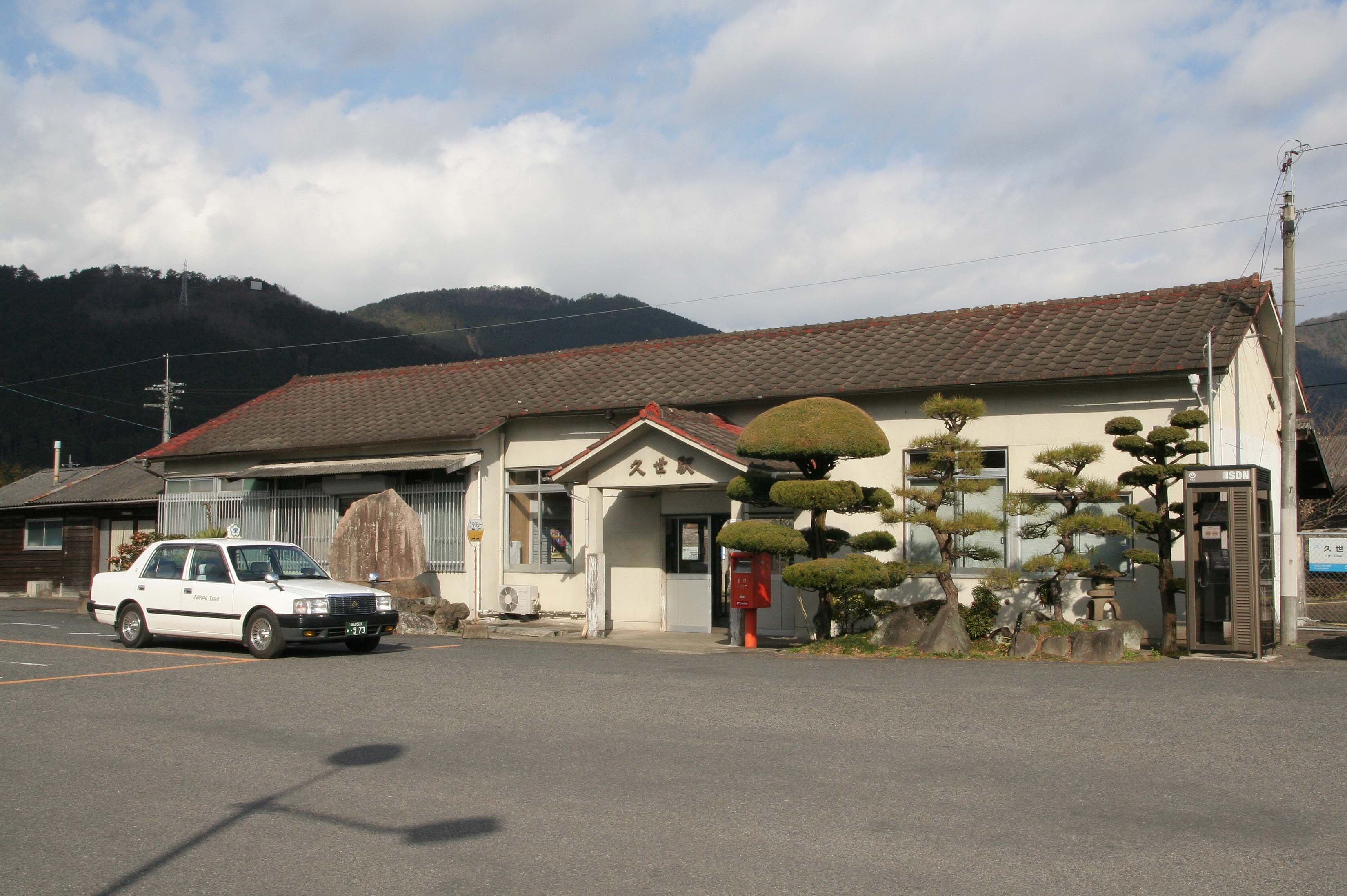
JR久世駅

### 鉄道路線
- 西日本旅客鉄道（JR西日本）
  - 姫新線 ： 久世駅

### 道路
- 高速道路
  - 米子自動車道 ： 久世インターチェンジ

- 一般国道
  - 国道181号
  - 国道313号（ロマンチック街道313）

- 県道
  - 岡山県道65号久世中和線
  - 岡山県道82号鏡野久世線
  - 岡山県道326号樫西湯原線
  - 岡山県道327号富東谷久世線
  - 岡山県道329号西原久世線
  - 岡山県道330号目木大庭線

## 名所・旧跡・観光スポット・祭事・催事
- 旧遷喬尋常小学校校舎（古くからの木造校舎であり、国の重要文化財に指定された。）
- 代官早川公像
- 毎来寺
- 薬王寺
- 大津神社[1]
- 目木構
- 久世商店街
- 久世祭り（10月25日 - 26日）

## 久世町で撮影された作品
- ALWAYS 三丁目の夕日 ‐ 旧遷喬尋常小学校校舎がロケ地
- カーネーション - 旧遷喬尋常小学校校舎がロケ地

## その他
- 久世中継局 - 町内をカバーするテレビ・FM中継局
- NHK久世ラジオ中継放送所